# Rue Dalmatie
La rue Dalmatie (en occitan : carrièra Dalmàcia) est une voie de Toulouse, chef-lieu de la région Occitanie, dans le Midi de la France.

## Situation et accès

### Description
La rue Dalmatie est une voie publique. Elle se trouve dans le quartier de Marengo.
Elle naît de la rue Nicolas-Soult, face aux bâtiments de l'école élémentaire Monge. Elle est longue de 142 mètres, large de 8 mètres et relativement rectiligne. Elle s'abaisse régulièrement en suivant la pente du coteau du Calvinet, passant de 154 à 148 mètres d'altitude. Elle reçoit à gauche, après 53 mètres, la rue Bertrand-Clauzel, puis se termine, 89 mètres plus loin, au carrefour de la rue du Général-Jean-Compans, qui longe là les voies de la ligne de chemin de fer de Toulouse à Sète.
La chaussée compte une seule voie de circulation à double sens. Elle appartient à une zone 30 et la vitesse est limitée à 30 km/h. Il n'existe ni bande, ni piste cyclable.

### Voies rencontrées
Le rue Dalmatie rencontre les voies suivantes, du sud au nord (« g » indique que la rue se situe à gauche, « d » à droite) :
1. Rue Nicolas-Soult
2. Rue Bertrand-Clauzel (g)
3. Rue du Général-Jean-Compans

### Transports
La rue Dalmatie se trouve à proximité de la station Marengo – SNCF, sur la ligne de métro , et de la gare de bus où se trouvent le terminus des lignes de Linéo L8L14. Le long des boulevards de Bonrepos et de la Gare se trouvent également les arrêts des lignes de bus 2327.
Les stations de vélos en libre-service VélôToulouse les plus proches de la rue Dalmatie sont les stations no 96 (50 rue du Général-Jean-Compans) et no 176 (1 rue du Général-Jean-Compans).

## Odonymie
| Armoiries de Nicolas Soult, duc de Dalmatie et de l'Empire |
| ---------------------------------------------------------- |
|                                                            |

La rue porte le nom de la Dalmatie, titre ducal de la noblesse d'Empire créé en 1808 par Napoléon Ier pour Nicolas Soult (1769-1851), général de la Révolution et du Premier Empire. En 1808, il eut la charge de conduire les armées françaises durant la difficile campagne d'Espagne, puis la retraite dans le Midi de la France. Le 10 avril 1814, il affronta les troupes anglo-hispano-portugaises du comte de Wellington, Arthur Wellesley, à Toulouse.
La Dalmatie, partie de l'empire d'Autriche, avait été cédée à la suite des défaites autrichiennes à Ulm et à Austerlitz qui permirent la conclusion du traité de Presbourg, le 26 décembre 1805. La Dalmatie fut d'abord intégrée au royaume d'Italie – dont le roi était, depuis le 17 mars 1805, Napoléon Ier. Elle ne fut cependant véritablement conquise qu'après deux campagnes militaires dirigées par le général Gabriel Molitor, puis le général Auguste Frédéric Viesse de Marmont, entre 1807 et 1808, puis en 1809, contre les ambitions russes et autrichiennes. Finalement, en 1809, elle devint une partie des Provinces illyriennes, placées directement sous l'autorité de l'Empire. En 1813, la Dalmatie fut reconquise par les forces autrichiennes et devint un royaume intégré à l'empire d'Autriche après le Congrès de Vienne en 1815.

## Patrimoine et lieux d'intérêt
- no  1 : immeuble (1938, P. Ch. Hanquet)[2].
- no  4 : immeuble (années 1930)[3].

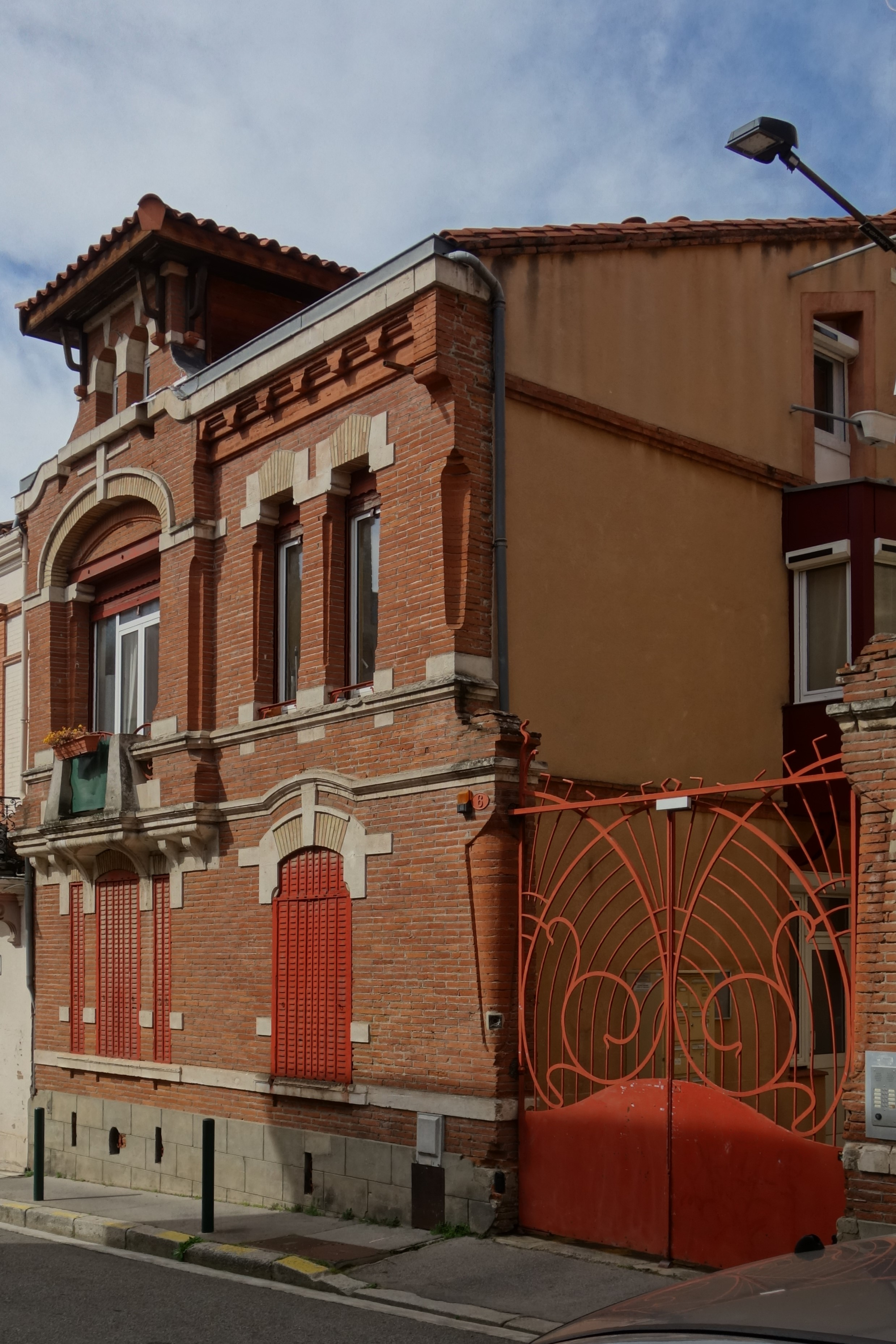
no 6 : maison.

- no  6 : maison. 
La maison, de style Art nouveau, est construite en 1910. La façade, large de deux travées, est bâtie en brique. La maison s'élève sur quatre niveaux. Le sous-sol, semi-enterré, est marqué par un solin en pierre, percé d'étroites ouvertures verticales. À droite de la façade, un passage donne accès à l'arrière de la maison, fermé par une imposant portail en ferronnerie aux motifs en coups de fouet et encadré de deux piliers en brique[4].

- no  16 : immeuble (deuxième moitié du XIXe siècle)[5].